# Trochalus diversirostris
Trochalus diversirostris är en skalbaggsart som beskrevs av Frey 1963. Trochalus diversirostris ingår i släktet Trochalus och familjen Melolonthidae. Inga underarter finns listade i Catalogue of Life.